# Jean-Baptiste Gaut
Jean-Baptiste Marius Gaut, född den 2 april 1819 i Aix (Bouches-du-Rhône), död där den 14 juli 1891, var en provensalsk journalist och skald.
Gaut var ivrig anhängare av de poetiska idéer, vilka vid mitten av 1800-talet gjorde sig gällande bland de provensalska vitterhetsidkarna, och föregångare till felibrerna. Särskilt som upphovsman till det stora diktarmöte, som hölls i Aix den 21 augusti 1853, kan Gaut sägas ha bidragit till grundandet av Feliberförbundet. Bland Gauts arbeten kan nämnas diktsamlingen Sounet, souneto e sounai (1874), ett versdrama i tre akter, Les-Mouro (1875), samt La bénvengudo, mysteriespel i tre akter, tonsatt av G. Borel (1887). Dessutom utgav Gaut under samlingstiteln Roumavagi deis troubaires de dikter av äldre och yngre provensalska skalder, vilka insändes till det nämnda mötet i Aix 1853. Gaut lämnade bidrag till Feliberförbundets publikation "Armana prouvençau" och var mycket verksam som tidningsman.